# Teispes insularis
Teispes insularis är en skalbaggsart som först beskrevs av Hope 1841.  Teispes insularis ingår i släktet Teispes och familjen långhorningar. Inga underarter finns listade i Catalogue of Life.